# The Dark Side of the Moon Redux
"The Dark Side of the Moon Redux", sétimo álbum de estúdio do artista inglês Roger Waters, foi lançado em 6 de outubro de 2023. O trabalho representa uma reinterpretação do álbum "The Dark Side of the Moon" (1973), originalmente lançado pela ex-banda de Waters, Pink Floyd, e chega em celebração ao seu 50º aniversário. "Redux" teve sua produção conduzida por Waters e Gus Seyffert.

## Contexto
Roger Waters, co-fundador da banda de rock Pink Floyd em 1965, contribuiu significativamente para o álbum de 1973, "The Dark Side of the Moon", escrevendo todas as suas letras. O álbum não apenas permaneceu por impressionantes 736 semanas consecutivas na parada Billboard 200, mas também vendeu mais de 40 milhões de cópias globalmente. Waters se desligou do Pink Floyd em 1985, posteriormente embarcando em uma carreira solo durante a qual lançou diversos álbuns.
"The Lockdown Sessions", o sexto álbum de Roger Waters, apresenta versões regravadas e simplificadas de várias de suas músicas solo e também de faixas que originalmente realizou com o Pink Floyd. Durante o processo de trabalho em "The Lockdown Sessions", Waters concebeu a ideia de fazer uma regravação semelhante de "The Dark Side of the Moon" para comemorar o seu 50º aniversário.

## Conteúdo
Em uma nota para a imprensa, Waters declarou: "Dave, Rick, Nick e eu éramos muito jovens quando criamos [a obra original] e, ao observar o mundo ao nosso redor, fica claro que a mensagem não foi assimilada. Foi isso que me levou a ponderar sobre o que a perspectiva de uma pessoa de 80 anos poderia oferecer a uma versão reimaginada do álbum."
"The Dark Side of the Moon Redux", não conta com a participação de nenhum outro membro do Pink Floyd e foi registrado com a colaboração de músicos como Gus Seyffert, Joey Waronker, Jonathan Wilson, Jon Carin, Johnny Shepherd, Azniv Korkejian (Bedouine), Via Mardot, Gabe Noel e Robert Walter. O álbum opta por seções faladas e exclui solos de guitarra, com o intuito de "revelar o coração e a alma do álbum, tanto musical quanto espiritualmente". Na nova versão de "Speak to Me", Waters incorpora a recitação de sua letra da música "Free Four" de 1972 do Pink Floyd.
Waters não tinha a intenção de que "Redux" substituísse "The Dark Side of the Moon". Ao invés disso, ele visava que o álbum atuasse como um tributo e um meio de recontextualizar as afirmações políticas do original. Ele declarou: "A nova gravação é, eu acredito, mais reflexiva e mais representativa do que era o conceito do álbum original."
Nick Mason, baterista do Pink Floyd, expressou que "Redux" era "absolutamente brilhante... Não é algo que possa eclipsar o original, é um complemento interessante para a obra". Ele demonstrou apoio à ideia de revisitar e desenvolver trabalhos preexistentes.

## Lançamento
Roger Waters anunciou "The Dark Side of the Moon Redux" em 21 de julho de 2023, simultaneamente lançando um single digital, "Money". No dia 24 de agosto, foi lançado o segundo single, "Time", e em 21 de setembro, veio o single duplo A-side "Speak to Me" / "Breathe". Em outubro, Waters protagonizou dois shows no London Palladium, nos quais apresentou "The Dark Side of the Moon Redux", abordou temas como Julian Assange e leu trechos de seu inédito livro de memórias.

## Recepção da critica
No agregador de críticas Metacritic, "The Dark Side of the Moon Redux" detém uma pontuação de 65 em 100, sinalizando uma recepção "geralmente favorável", baseada em sete avaliações.
Nick DeRiso, escrevendo para o Ultimate Classic Rock, deu uma crítica negativa a "Redux", criticando a troca de David Gilmour e Richard Wright por "mais palavras". Ele sentiu uma ausência significativa da emoção presente no disco original e descreveu as letras adicionais de Waters como "Waters falando novamente, mas de algum modo não dizendo muito".
David Quantick, do Classic Rock, ofereceu uma crítica mais positiva, caracterizando "Redux" como "nem uma demolição total do original, nem uma cópia obsequiosa". Ele descreveu "Time" como uma "pedra sendo empurrada colina acima, cansada e envelhecida". Também destacou "Brain Damage" e "Time" como sendo "meio cantados" e eficazes. Já a Uncut descreveu o álbum como "interessante o suficiente" para ser "um exercício artístico", enquanto a Mojo opinou que "o novo enfoque nas letras destas canções se mostra profundamente poderoso, uma espécie de euforia diferente e profunda", tornando o álbum "totalmente válido, o complemento perturbador e emocionante que Waters desejava".
Jonah Krueger, do Consequence, manifestou desagrado em relação ao álbum, argumentando que a única razão de sua existência é permitir que Waters "aproveite a oportunidade para reescrever a história, posicionando-se como a única força criativa por trás de 'The Dark Side of the Moon' e utilizando 'Redux' como um tipo de meio indulgente para fazê-lo". Ele também afirmou que muitas das alterações feitas por Waters apenas deterioraram o álbum, apesar de ter elogiado a qualidade da produção em geral. Christian Kriticos, da Paste, compartilhava de opiniões semelhantes, criticando seu ritmo lento e os segmentos falados.

## Lista de músicas
| N.º            | Título                     | Duração |  |
| 1.             | "Speak to Me"              |         |  |
| 2.             | "Breathe"                  |         |  |
| 3.             | "On the Run"               |         |  |
| 4.             | "Time"                     |         |  |
| 5.             | "The Great Gig in the Sky" |         |  |
| 6.             | "Money"                    |         |  |
| 7.             | "Us and Them"              |         |  |
| 8.             | "Any Colour You Like"      |         |  |
| 9.             | "Brain Damage"             |         |  |
| 10.            | "Eclipse"                  |         |  |
| Duração total: | Duração total:             | 47:51   |  |

Observações
- No lançamentos em vinil duplo de "The Dark Side of the Moon Redux", o lado A vai de "Speak to Me" até "Time", o lado B abrange "Great Gig in the Sky" e "Money", enquanto o lado C se estende de "Us and Them" até "Eclipse". Já o lado D apresenta uma composição original.
- O lançamento em fita cassete divide o álbum da forma tradicional, entre Great Gig in the Sky e Money.

## Elenco
- Roger Waters – vocais, baixo em "Any Color You Like", VCS3
- Gus Seyffert – baixo, guitarra, percussão, teclas, sintetizador, backing vocals
- Joey Waronker – bateria, percussão
- Jonathan Wilson – guitarra, sintetizador, órgão
- Johnny Shepherd – órgão, piano
- Via Mardot – Theremin
- Azniv Korkejian – vocais
- Gabe Noel – arranjos de cordas, cordas, sarangi
- Jon Carin – teclados, lap steel, sintetizador, órgão
- Robert Walter – piano em "The Great Gig in the Sky"[1]